# 北美电话区号207

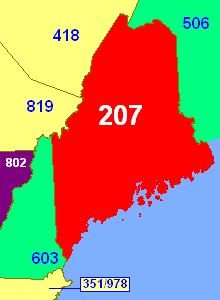
图为缅因州207区号覆盖区域（红色）以及临近的美国新罕布什尔州、加拿大新不倫瑞克和魁北克省的区号

电话区号207是北美电话区号计划中覆盖缅因州除艾斯科特气象站以外全州的电话区号。艾斯科特气象站使用加拿大魁北克省的覆盖电话区号418和581。
207是1947年时最早开始使用的电话区号之一，其覆盖范围一直維持不變，并无拆分或覆盖区号。根据估算，到2024年该区号的号码资源将枯竭，缅因州屆時可能将会启用覆盖区号。